# Алберт Рамос Вињолас
Алберт Рамос Вињолас (шп. Albert Ramos Viñolas; рођен 17. јануара 1988. у Барселони) је шпански тенисер који је свој најбољи пласман у синглу достигао 8. маја 2017. када је заузимао 17. место на АТП листи. У каријери је освојио четири АТП титуле, на турнирима у Бостаду 2016, Гштаду 2019, Есторилу 2021, и Кордоби 2022. 2016. године је играо у четвртфиналу Ролан Гароса што је његов најбољи резултат на гренд слем турнирима. На турнирима мастерс 1000 серије најдаље је стигао у Монте Карлу 2017. када је у финалу поражен од Рафаела Надала.

## Финала АТП мастерс 1000 серије

### Појединачно: 1 (0:1)
| Исход     | Бр. | Година | Турнир      | Подлога | Противник    | Резултат |
| --------- | --- | ------ | ----------- | ------- | ------------ | -------- |
| Финалиста | 1.  | 2017.  | Монте Карло | Шљака   | Рафаел Надал | 1:6, 3:6 |

## АТП финала

### Појединачно: 12 (4:8)
| Легенда                        |
| ------------------------------ |
| Гренд слем турнири (0:0)       |
| Завршно првенство сезоне (0:0) |
| АТП мастерс 1000 (0:1)         |
| АТП 500 (0:0)                  |
| АТП 250 (4:7)                  |

| Финала по подлози |
| ----------------- |
| Тврда (0:1)       |
| Шљака (4:7)       |
| Трава (0:0)       |

| Финала по локацији |
| ------------------ |
| Отворено (4:8)     |
| Дворана (0:0)      |

| Исход     | Бр. | Датум             | Турнир              | Подлога | Противник              | Резултат                |
| --------- | --- | ----------------- | ------------------- | ------- | ---------------------- | ----------------------- |
| Финалиста | 1.  | 15. април 2012.   | Казабланка, Мароко  | Шљака   | Пабло Андухар          | 1:6, 6:7(5:7)           |
| Победник  | 1.  | 17. јул 2016.     | Бостад, Шведска     | Шљака   | Фернандо Вердаско      | 6:3, 6:4                |
| Финалиста | 2.  | 2. октобар 2016.  | Ченгду, Кина        | Тврда   | Карен Хачанов          | 7:6(7:4), 6:7(3:7), 3:6 |
| Финалиста | 3.  | 5–6. март 2017.   | Сао Пауло, Бразил   | Шљака   | Пабло Куевас           | 7:6(7:3), 4:6, 4:6      |
| Финалиста | 4.  | 23. април 2017.   | Монте Карло, Монако | Шљака   | Рафаел Надал           | 1:6, 3:6                |
| Финалиста | 5.  | 11. фебруар 2018. | Кито, Еквадор       | Шљака   | Роберто Карбаљес Баена | 3:6, 6:4, 4:6           |
| Победник  | 2.  | 28. јул 2019.     | Гштад, Швајцарска   | Шљака   | Седрик-Марсел Штебе    | 6:3, 6:2                |
| Финалиста | 6.  | 3. август 2019.   | Кицбил, Аустрија    | Шљака   | Доминик Тим            | 6:7(0:7), 1:6           |
| Финалиста | 7.  | 28. фебруар 2021. | Кордоба, Аргентина  | Шљака   | Хуан Мануел Серундоло  | 0:6, 6:2, 2:6           |
| Победник  | 3.  | 2. мај 2021.      | Каскаис, Португал   | Шљака   | Камерон Нори           | 4:6, 6:3, 7:6(7:3)      |
| Победник  | 4.  | 6. фебруар 2022.  | Кордоба, Аргентина  | Шљака   | Алехандро Табило       | 4:6, 6:3, 6:4           |
| Финалиста | 8.  | 23. јул 2023.     | Гштад, Швајцарска   | Шљака   | Педро Каћин            | 6:3, 0:6, 5:7           |

### Парови: 1 (0:1)
| Легенда                        |
| ------------------------------ |
| Гренд слем турнири (0:0)       |
| Завршно првенство сезоне (0:0) |
| АТП мастерс 1000 (0:0)         |
| АТП 500 (0:0)                  |
| АТП 250 (0:1)                  |

| Финала по подлози |
| ----------------- |
| Тврда (0:0)       |
| Шљака (0:1)       |
| Трава (0:0)       |

| Финала по локацији |
| ------------------ |
| Отворено (0:1)     |
| Дворана (0:0)      |

| Исход     | Бр. | Датум         | Турнир          | Подлога | Партнер       | Противници                  | Резултат         |
| --------- | --- | ------------- | --------------- | ------- | ------------- | --------------------------- | ---------------- |
| Финалиста | 1.  | 14. јул 2013. | Бостад, Шведска | Шљака   | Карлос Берлок | Николас Монро Симон Штадлер | 2:6, 6:3, [3:10] |

### Тимска такмичења: 1 (0:1)
| Исход     | Бр. | Датум            | Турнир                      | Подлога | Партнери                                                               | Противници                                                               | Резултат | Извор       |
| --------- | --- | ---------------- | --------------------------- | ------- | ---------------------------------------------------------------------- | ------------------------------------------------------------------------ | -------- | ----------- |
| Финалиста | 1.  | 12. јануар 2020. | АТП куп, Сиднеј, Аустралија | Тврда   | Рафаел Надал Роберто Баутиста Агут Пабло Карењо Буста Фелисијано Лопез | Новак Ђоковић Душан Лајовић Никола Ћаћић Виктор Троицки Никола Милојевић | 1:21     | [ 8 ] [ 9 ] |

1 Иако је био један од чланова тима, није одиграо ниједан меч на АТП купу.